# Modicogryllus bordigalensis
Modicogryllus bordigalensis is een rechtvleugelig insect uit de familie krekels (Gryllidae). De wetenschappelijke naam van deze soort is voor het eerst geldig gepubliceerd in 1804 door Latreille.